# جي. إدوارد راسيل
جي. إدوارد راسيل هو محامي وسياسي أمريكي، ولد في 9 أغسطس 1867 في سيدني في الولايات المتحدة، وتوفي بنفس المكان في 21 يونيو 1953. نشط حزبياً في الحزب الجمهوري. وقد انتخب عضو مجلس النواب الأمريكي ‏.